# Pírgos (ort i Grekland, Peloponnesos)
Pírgos (Pyrgos) är en ort i Grekland.   Den ligger i prefekturen Nomós Korinthías och regionen Peloponnesos, i den centrala delen av landet, 110 km väster om huvudstaden Aten. Pírgos ligger 651 meter över havet och antalet invånare är 469.
Terrängen runt Pírgos är kuperad åt nordost, men åt sydväst är den bergig. Terrängen runt Pírgos sluttar norrut. Runt Pírgos är det ganska glesbefolkat, med 40 invånare per kvadratkilometer. Närmaste större samhälle är Xylókastro, 17,0 km öster om Pírgos. 